# Пяша (разъезд, Мокшанский район)
Пяша — разъезд в Мокшанском районе Пензенской области. Входит в состав Рамзайского сельсовета.

## География
Находится в центральной части Пензенской области на расстоянии приблизительно 6 км на запад-северо-запад по прямой от северо-западной окраины областного центра города Пенза.

## История
Основан в начале XX века. В 1939 году — разъезд Пяша Рамзайского сельсовета Терновского района. В 1955 году — того же сельсовета Нечаевского района. В 2004 году 33 хозяйства.

## Население
Численность населения: 90 человек (1926 год), 77 (1959), 83 (1979), 92 (1989), 92 (1996). Население составляло 92 человека (русские 95 %) в 2002 году, 92 в 2010.